# Д’Ангремон, Луи Коллено
Луи-Давид Коллено д’Ангремон, также известный как Дангремон — литератор, роялист и глава Военного бюро бригад Национальной гвардии Парижа. Наиболее известен тем, что первым был казнён на гильотине по политическим обвинениям 21 августа 1792 года.

## Биография
О его происхождении очень мало что известно. Возможно, родился в Дижоне и был внуком тюремщика, или даже провинциального палача. Но по другим данным он происходил из низшей знати и рыцарей ордена Святого Людовика. Иногда его называют родственником Калонна. Поначалу он был учителем языка и наставником юной Марии-Антуанетты. По различным документам и реестрам прослеживается его карьера: секретарь короля Польши; масон, инициированный в 1772 году; юрист в парламенте; президент Национального и иностранного музея; наконец, как указано, «агент по эмиграции» (фр. agent d’émigration).
С июля 1789 года он отвечает за военное управление национальной гвардии в Отель-де-Виле.
Его обвиняли в том, что он руководил заговором контрреволюционных агентов, стремящихся предотвратить захват Тюильри и свержение монархии 10 августа 1792 года; по словам Оливье Блана, он «сформировал настоящие организованные банды провокаторов, которые проникали во все публичные демонстрации, чтобы расстроить их планы».
После 30-часового суда он был гильотинирован при свете факелов вечером 21 августа 1792 года на площади Каррузель.

## Публикации
Ему приписывают несколько неопубликованных работ:
- Французская грамматика (представлена на рассмотрение Совета);
- Грамматика английского языка;
- Методика изучения английского языка;
- Дискурс об образовании;
- Драма «Ариана на Наксосе»;
- Переписка;
- Поэтические очерки.